# Західний Тавр
Західний Тавр (тур. Batı Toroslar) — гірська система в Туреччині, яка дугою охоплює затоку Анталія.

## Основні відомості
Досить високі гірські ланцюги (гори Бей — до 3070 м, хребет Акдаглар — до 3016 м) розділені глибокими долинами, порізані каньйонами. Між хребтами Західного Тавра в його північній частині розташовані групи озер, які дали цьому району назва «турецька країна озер». Є прісні озера — Бейшехір, Егірдир, Сугла; солоні озера — Аджигель і Акшехір. Найвища точка Західного Тавра — вершина Акдаг (3070 м) у горах Бей.

## Опис
Для звернених до узбережжя схилів передових хребтів Західного Тавра характерні хвойні, переважно соснові ліси. Ближче до Анатолійського плоскогір'я повсюдні степові й напівпустельні ландшафти. З хвойних тут зустрічаються кущі арчі, нижче трапляються зарості барбарису. У посушливих місцях широко поширені акантолимони — колючі низькорослі рослини, які ростуть спільнотами подушковидної форми, та інші ксерофіти.